# Vlčice (Hradec Králové)
Vlčice é uma comuna checa localizada na região de Hradec Králové, distrito de Trutnov‎.